# صرار العشاش (ولد ربيع)

تعديل مصدري - تعديل

صرار العشاش هي إحدى قرى عزلة قيفه ال مهدي بمديرية ولد ربيع التابعة لمحافظة البيضاء، بلغ تعداد سكانها 486 نسمة حسب تعداد اليمن لعام 2004.